# Kampung Kapas
Kampung Kapas is een bestuurslaag in het regentschap Mandailing Natal van de provincie Noord-Sumatra, Indonesië. Kampung Kapas telt 458 inwoners (volkstelling 2010).